# 후안 미란다
후안 미란다 곤살레스(스페인어: Juan Miranda González, 2000년 1월 19일 ~ )는 스페인의 축구 선수이다. 그의 포지션은 왼쪽 풀백으로, 현재 세리에 A의 볼로냐에서 활약하고 있다.

## 클럽 경력

### 바르셀로나
안달루시아, 세비야 올리바레스에서 태어난 미란다는 2014년 6월에 레알 베티스 유소년 팀에서 바르셀로나 유소년 팀으로 이적했다. 2017년 8월 19일, 클럽의 연령별 유소년부를 거친 그는 2-1로 이긴 레알 바야돌리드와의 세군다 디비시온 원정 경기에서 리저브 팀 소속으로 성인 무대 데뷔전을 치렀다.
2018년 1월 27일, 미란다는 3-0으로 이긴 그라나다와의 홈경기에서 첫 성인 무대 데뷔골을 기록했다. 12월 11일, 그는 1-1로 비긴 토트넘 홋스퍼와의 경기에서 1군과 UEFA 챔피언스리그 데뷔전을 치렀다.

#### 샬케 04 (임대)
2019년 8월 30일, 미란다는 분데스리가의 샬케 04로 2년 임대되었다. 2019년 12월 15일, 그는 1-0으로 이긴 아인트라흐트 프랑크푸르트와의 홈경기에서 13분에 부상당한 웨스턴 맥케니와 교체 투입되어 분데스리가 데뷔전을 치렀다. 2020년 7월 1일, 그는 임대 계약이 조기 종료되면서 원 소속팀인 바르셀로나로 복귀했다.

#### 베티스 (임대)
2020년 10월 5일, 미란다는 2020-21 시즌간 라리가의 레알 베티스로 임대되었다.

### 베티스
2021년 6월 1일, 바르셀로나는 미란다의 계약에 포함된 2023년까지 자동 연장 조항이 발동되지 않을 것이며, 임대 계약이 종료되면 미란다가 레알 베티스로 완전 이적할 것이라고 발표했다. 또한 향후 미란다가 이적할 경우 바르사가 이적료의 40%를 받을 수 있는 셀온 조항도 포함됐으며 미란다 재영입에 대한 우선 협상권을 보유하게 된다고도 알렸다.
2022년 4월 23일, 미란다는 2022 코파 델 레이 결승전 승부차기에서 마지막 키커로 나서서 성공시키며 레알 베티스에서 첫 우승컵을 들어 올렸다.

## 국가대표팀 경력
2021년 6월 8일, 세르히오 부스케츠가 코로나바이러스-19 양성 판정을 받은 후 일부 성인 대표팀 선수들이 격리됨에 따라 스페인 U-21 대표팀은 리투아니아와의 친선경기에 소집되었다. 미란다는 성인 대표팀 데뷔전을 치렀고, 데뷔골까지 기록하면서 4-0 승리에 기여했다.

## 수상 내역
바르셀로나 유소년
- UEFA 유스리그: 2017–18[13]

바르셀로나
- 수페르코파 데 에스파냐: 2018

레알 베티스
- 코파 델 레이: 2021–22[14]

스페인 U-17
- UEFA U-17 축구 선수권 대회: 2017

스페인 U-18
- 지중해 게임: 2018

스페인 U-19
- UEFA U-19 축구 선수권 대회: 2019

스페인 U-23
- 하계 올림픽 은메달: 2020

개인
- UEFA U-21 축구 선수권 대회 대회의 팀: 2023[15]